# 패트릭 래프터
패트릭 마이클 래프터(영어: Patrick Michael Rafter, 1972년 12월 28일 ~ )는 전 세계 랭킹 1위였던 오스트레일리아의 은퇴한 남자 테니스 선수이다. 그랜드 슬램 대회 중 US 오픈에서 2회 우승하였으며 윔블던에서 2회 준우승했다. 2006년에는 국제 테니스 명예의 전당에 헌액되었다. 그는 뛰어난 서브 앤 발리로 잘 알려져 있다.

## 생애
래프터는 오스트레일리아 퀸즐랜드주 마운트 아이사에서 9명의 자녀 중 여섯째로 태어났다. 그는 다섯 살 때부터 세 명의 다른 형들과 함께 아버지에게 태니스를 배우기 시작했다.
2004년 그는 그녀의 여자친구였던 라라 펠덤(Lara Feltham)과 피지의 휴양지에게 결혼식을 올렸다. 두 사람 사이에는 이미 조슈아(Joshua)라는 아들이 있었다. 2005년 5월에는 딸 인디아(India)가 태어났다.
래프터는 그의 머리에 있는 하얀 반점 때문에 친구들로부터 '스컹키'(Skunky)라는 애칭으로 불린다.

2001년 데이비스 컵에서 경기 중인 래프터

2002년 그는 올해의 오스트레일리아인 상을 수상했다. 그러나 그가 선수생활을 하는 동안 대부분의 기간을 버뮤다에서 살았기 때문에 그의 수상에 대해서는 비판이 존재하기도 했다.
래프터는 그의 1997, 1998년 US 오픈 우승 상금 중 절반의 금액을 스타라이트 어린이 재단에 기부했다. 그는 원래 1997년에 익명으로 기부를 하기 원했었으나 뜻대로 이루어지지 않았다. 그는 어린이를 위한 자선 단체를 직접 창설하기도 했다.
그는 가끔 시드니 AFL 리그 노스 쇼어 바머즈 후보팀에서 호주식 풋볼 경기를 뛰기도 했다.

## 메이저 대회 결승

### 그랜드 슬램 결승

#### 단식 (4)
| 결과   | 연도 | 대회    | 코트 | 결승 상대         | 스코어                    |
| 우승   | 1997 | US 오픈 | 하드 | 그렉 루세드스키   | 6–3, 6–2, 4–6, 7–5        |
| 우승   | 1998 | US 오픈 | 하드 | 마크 필리포시스   | 6–3, 3–6, 6–2, 6–0        |
| 준우승 | 2000 | 윔블던  | 잔디 | 피트 샘프라스     | 6–7(10), 7–6(5), 6–4, 6–2 |
| 준우승 | 2001 | 윔블던  | 잔디 | 고란 이바니세비치 | 6–3, 3–6, 6–3, 2–6, 9–7   |

#### 복식 (1)
| 결과 | 연도 | 대회      | 코트 | 파트너          | 결승 상대                   | 스코어                      |
| 우승 | 2000 | 호주 오픈 | 하드 | 요나스 비요크만 | 마헤시 부파티 리앤더 페이스 | 6–3, 4–6, 6–4, 6–7(10), 6–4 |

### 마스터스 시리즈 결승

#### 단식: 6 (우승 2, 준우승 4)
| 결과   | 연도 | 대회                       | 코트   | 결승 상대         | 스코어           |
| 우승   | 1998 | 캐나다 마스터스 (토론토)   | 하드   | 리하르트 크라이첵 | 7–6(3), 6–4      |
| 우승   | 1998 | 신시내티 마스터스          | 하드   | 피트 샘프라스     | 1–6, 7–6(2), 6–4 |
| 준우승 | 1999 | 로마 마스터스              | 클레이 | 구스타보 쿠에르텐 | 6–4, 7–5, 7–6(6) |
| 준우승 | 1999 | 신시내티 마스터스          | 하드   | 피트 샘프라스     | 7–6(7), 6–3      |
| 준우승 | 2001 | 캐나다 마스터스 (몬트리얼) | 하드   | 안드레이 파벨     | 7–6(3), 2–6, 6–3 |
| 준우승 | 2001 | 신시내티 마스터스          | 하드   | 구스타보 쿠에르텐 | 6–1, 6–3         |

## ATP 투어 통산 상금
| 연도 | 메이저 우승 | ATP 우승 | 총 우승 | 상금($)    | 순위 |
| ---- | ----------- | -------- | ------- | ---------- | ---- |
| 1997 | 1           | 0        | 1       | 2,923,519  | 3    |
| 1998 | 1           | 5        | 6       | 2,867,017  | 3    |
| 1999 | 0           | 1        | 1       | 1,254,574  | 12   |
| 2000 | 0           | 1        | 1       | 814,586    | 16   |
| 2001 | 0           | 1        | 1       | 1,670,592  | 7    |
| 통산 | 2           | 9        | 11      | 11,127,058 | 21   |